# 南原 (松本市)
南原（みなみはら）は長野県松本市の市街地の西側の町名。現行行政地名は南原1丁目及び南原2丁目。住居表示実施済み。

## 概要
幹線道路沿いにはコンビニなどの商店が見られるが大部分は住宅地となっている。2丁目の南端には長野県営笹部弥生団地がある。南半分は弥生町とも呼ばれている。西側に奈良井川、東側と南側に陸上自衛隊松本駐屯地がある。東側や南側へ向かって道を進むと駐屯地に突き当たるため、地区のすべての通りには番号がつけられている。
江戸時代は笹部新田村の一部であった。

## 歴史
- 1980年（昭和55年）9月1日 - 1〜2丁目で住居表示実施[4]。

## 世帯数と人口
2018年（平成30年）10月1日現在の世帯数と人口は以下の通りである。
| 丁目      | 世帯数  | 人口    |
| --------- | ------- | ------- |
| 南原1丁目 | 380世帯 | 806人   |
| 南原2丁目 | 537世帯 | 1,270人 |
| 計        | 917世帯 | 2,076人 |